# Nynäshamn
Nynäshamn es una localidad, sede del municipio de Nynäshamn, en la provincia de Estocolmo, en Suecia. En 2010, la localidad contaba con 13,510 habitantes.
El interés en la zona como un puerto potencialmente útil comenzó a crecer a partir de mediados del siglo XIX, pero fue sólo con la apertura de la vía férrea a Estocolmo en 1901 que Nynäshamn comenzó a desarrollarse. Durante el siglo XX, se convirtió en un conocido balneario, aunque la mayoría de esas instalaciones se cerraron antes del final de la Primera Guerra Mundial.
El pueblo fue sede de la competencia de vela en los Juegos Olímpicos de Estocolmo 1912.